# ESPN Megacast
ESPN Megacast (antigamente conhecida como ESPN Full Circle) é um programa em formato de transmissão simultânea de múltiplos canais do grupo ESPN de um único evento esportivo. Cada canal transmite uma variação da transmissão esportiva, fazendo uso de diferentes ângulos de câmera, elenco e formatos. A maioria das transmissões envolvem todos os canais lineares da ESPN e eventualmente da Walt Disney Television.
O Full Circle estreiou no dia 4 de Março de 2006, no aniversário da ESPNU. O evento esportivo escolhido foi a partida entre North Carolina Tar Heels e Duke Blue Devils pela temporada regular do basquete universitário.
Na história, houve apenas seis transmissões do Full Circle. O formato foi extinto em 2007 e depois ressuscitado em 2014 como ESPN Megacast. Atualmente o programa é exibido principalmente durante as transmissões do College Football Playoff.

## Megacasts de Basquete Universitário

### North Carolina e Duke
A primeira transmissão da história do programa foi feita em Março de 2006 e ainda sob o nome de ESPN Full Circle, e exibida em formato de comemoração pelo aniversário da ESPNU. O jogo escolhido foi entre os North Carolina Tar Heels e os Duke Blue Devils pela temporada regular do basquete universitário.
O canal ESPN exibiu a partida completa, em estilo tradicional. Eventualmente, uma tela dividida era exibida para mostrar os outros feeds disponíveis para o telespectador. Na ESPN2, a partida foi transmitida com a câmera fixada acima dos aros dos dois lados da quadra. O feed tinha o nome de "Above The Rim" ("Em cima do Aro"). Na ESPNU, a tela foi dividida. De um lado, uma câmera focada na torcida dos Duke Blue Devils e no outro a transmissão da ESPN. Na ESPN360, Jeff Rickard da ESPN Radio transmitia a partida e na tela eram exibidas as estatísticas do jogo em tempo real. A Mobile ESPN (uma operadora móvel virtual do grupo ESPN) oferecia alertas em tempo real sobre o confronto e uma votação para uma reprise de um jogo clássico entre os dois times após a partida de 2006. Na ESPN.com, os sinais da ESPN e ESPN2 estavam disponíveis junto com um chat ao vivo entre telespectadores e vídeos de melhores momentos.
O jogo foi visto por uma média de 3.78 milhões de residências nos Estados Unidos, se tornando até então o jogo mais visto de basquete universitário desde Janeiro de 2002. Foi estimado que o engajamento do público com as mídias do grupo ESPN ultrapassou a média em mais de 40%.

### Final do Campeonato de Basquete Universitário Feminino de 2007
A sexta transmissão da história do ESPN Full Circle foi realizada na cobertura da final do Campeonato de Basquete Universitário Feminino de 2007, em Cleveland, Ohio.
A partida entre Tennessee Lady Volunteers e Rutgers Scarlet Knights se tornou o primeiro evento feminino a ter cobertura do Full Circle.
Na ESPN, a partida foi transmitida da maneira clássica. Já na ESPN2 a tela foi dividida em seis feeds diferentes. Dois exibiam as principais jogadoras de cada time, entre elas, Candace Parker de Tennessee. Outros dois exibiam as técnicas de cada equipe. O quinto feed exibia estatísticas em tempo real da partida. O sexto exibia a transmissão da ESPN. A ESPN2 possuía seu próprio time de narradores e comentaristas. Na ESPNU, foi exibida uma mistura das câmeras acima dos aros. O feed foi denominado "Above The Rim" ("Em cima do Aro"). Na ESPN360, eram exibidas as estatísticas em tempo real. Na ESPN.com, os telespectadores podiam conversar em um chat que incluía comentaristas do grupo ESPN.

## Megacasts da NBA

### Bulls vs. Heat, Playoffs de 2006
A segunda transmissão da história do Full Circle foi realizada no dia 21 de Abril de 2006, nomeada de ESPN Full Circle: Bulls-Heat NBA Playoffs. A partida escolhida era válida pelos playoffs da NBA e foi disputada entre o Chicago Bulls e o Miami Heat.
Cobertura
- ESPN: Transmissão clássica da partida
- ESPN2: Mistura das câmeras acima do aro. Feed nomeado de "Above The Rim" ("Em cima do Aro"). A transmissão possuía seu próprio time de narradores e comentaristas.
- ESPN360: Jeff Rickard da ESPN Radio comandava a exibição das estatísticas da partida em tempo real.
- ESPN Deportes: Transmissão clássica da partida em espanhol.
- ESPNews: Feed que exibia uma "coletânea" em tempo real dos melhores momentos do jogo. A transmissão possuía seu próprio time de narradores e comentaristas.

### Nets vs. 76ers, Temporada Regular de 2021
Em Abril de 2021, a ESPN+ exibiu a partida entre Brooklyn Nets e Philadelphia 76ers em um formato diferente do comum. O jogo era transmitido pela equipe do Daily Wager (programa de apostas esportivas exclusivo para assinantes da ESPN+). A partida era exibida em tela cheia, com eventuais aparições de uma pequena câmera dos estúdios do Daily Wager e de estatísticas de apostas esportivas, por exemplo, mudança de odds nos principais serviços de apostas. Incialmente, a transmissão só estaria disponível para assinantes do serviço de streaming do grupo ESPN, mas no dia da partida foi anunciado que a ESPN2 também exibiria a cobertura especial.

### NBA Marvel Arena of Heroes 2021
Pela primeira vez na história, a Marvel Studios se juntou a ESPN para uma transmissão no estilo megacast de um evento esportivo, no caso, a partida da NBA entre Golden State Warriors e New Orleans Pelicans.
A ação promovia um confronto na "Arena of Heroes" (Arena dos Heróis) e tinha como destaque os jogadores Zion Williamson e Stephen Curry. Os jogadores ganhavam ou perdiam pontos baseados em sua performance no jogo (por exemplo, uma cesta de 3 pontos, valia 1 "ponto Marvel", uma falta valia -1 "ponto Marvel"). Outros membros de ambas as equipes também participavam do concurso. Cada jogador de cada time escolheu um herói do Universo Cinematográfico Marvel para representar. O time com mais "pontos Marvel" ao final do jogo era nomeado o campeão da Arena de Heróis.
A transmissão comum do jogo foi realizada na ESPN, já a Arena de Heróis foi exibida na ESPN2 e na ESPN+.

## Megacasts da NASCAR

### NASCAR Busch Series Telcel-Motorola Mexico 200
A quinta transmisão da história do Full Circle foi realizada no dia 4 de Março de 2007, em uma corrida da NASCAR Busch Series no Autódromo Hermanos Rodríguez, localizado na Cidade do México. Essa foi a primeira megacast da história da NASCAR.
Cobertura
- ESPN: Transmissão clássica da corrida em espanhol. A ESPN decidiu inovar e transmitir o feed da ESPN Deportes em seu canal principal. De acordo com comentaristas, isso foi feito para alavancar a Deportes no mercado, inclusive porque a transmissão inseria múltiplas vezes um card pedindo a sua audiência para ligar para o número 1-800-DEPORTES e requisitar a sua operadora a adição da ESPN Deportes na linha de programação.
- ESPN Deportes: Transmissão clássica da corrida em espanhol.
- ESPN2: Transmissão clássica da corrida em inglês.
- ESPN360: Transmissão do áudio em inglês e de ângulos de câmera alternativos.
- ESPNews: Interrompia a programação múltiplas vezes para mostrar os melhores momentos da corrida em tempo real.

## Megacasts do Futebol Americano Universitário

### Florida State vs. Miami, Temporada Regular de 2006
A partida entre Florida State Seminoles e Miami Hurricanes foi a terceira exibição do Full Circle. Válido pela temporada regular do futebol americano universitário, o confronto foi assistido por mais de 6.3 milhões de residências americanas, se tornando a partida do college football mais assistida da história até então.
Cobertura
- ESPN: Transmissão clássica da partida.
- ESPN2: Um mosaico de 8 telas exibia uma mistura de ângulos exclusivos, a transmissão original, câmeras focadas nos técnicos e nos principais jogadores e uma câmera SkyCam.
- ESPNU: A ESPNU exibiu o jogo completo na SkyCam, câmera posicionada em cima do campo e sustentada por um fio de aço. O feed tinha transmissão própria e Colin Cowherd da ESPN Radio comandava a narração enquanto convidados se revezavam nos comentários.
- ESPN360: A ESPN360 exibiu a mesma transmissão da ESPNU, com exceção de que nos intervalos, o canal 360 não transmitia propagandas, e sim uma tela com estatísticas do jogo.
- ESPN Deportes: Transmissão clássica da partida em espanhol.
- ESPN.com: O site oferecia um chat para os torcedores. Eventualmente comentaristas se juntavam a discussão. Em adição a clássica GameCast em tempo real, uma animação criada especificamente para a partida exibia a localização da bola ao vivo, em desenho.
- ESPNews: Interrompia a programação em caso de momentos importantes da partida.

### Florida vs. Auburn, Temporada Regular de 2006
A quarta transmissão da história do ESPN Full Circle foi realizada no dia 14 de Outubro de 2006. O nome oficial da transmissão foi The New AT&T: Florida vs. Auburn e exibia, é claro, a partida da temporada regular de 2006 do futebol americano universitário entre Florida Gators e Auburn Tigers.
Cobertura
- ESPN: Transmissão clássica da partida.
- ESPN2: Transmissão clássica da partida, porém em uma tela reduzida e cercada por 4 feeds alternativos, exibindo os técnicos, quarterbacks e uma SkyCam. O canal tinha sua transmissão própria comandada por Colin Cowherd da ESPN Radio.
- ESPNU: A ESPNU exibia a mesma transmissão da ESPN2, porém com eventuais gráficos aparecendo na tela mencionando estatísticas e detalhes sobre os jogadores que apareciam na imagem.
- ESPN 360: Transmissão completa do jogo sem intervalo pelo ângulo da SkyCam.
- ESPN.com: O site oferecia um chat para os torcedores. Eventualmente comentaristas se juntavam a discussão. Em adição a clássica GameCast em tempo real, uma animação criada especificamente para a partida exibia a localização da bola ao vivo, em desenho.

### BCS National Championship Game 2014
Em Dezembro de 2013, a ESPN anunciou que iria cobrir a final do futebol americano universitário de 2014 em uma Megacast.
Cobertura
- ESPN: Transmissão clássica da partida.
- ESPN2: A ESPN2 transmitiu o BCS Title Talk, um programa em que celebridades e técnicos de futebol americano se juntavam nos estúdios da ESPN para assistir a partida.
- ESPNU: Transmissão clássica da partida, sendo que a narração/comentários eram conduzidos por Chris Spielman e especialistas convidados.
- ESPN Classic: Transmissão clássica da partida, sem narração e apenas com o áudio ambiente.
- ESPN Goal Line: Exibição de múltiplos feeds exibindo ângulos alternativos e estatísticas, sem intervalos.
- WatchESPN: Disponibilizava as narrações das rádios dos Auburn Tigers e Florida State.

### Iron Bowl de 2014
Em Novembro de 2014 a ESPN decidiu que iria fazer uma "mini" megacast na transmissão do Iron Bowl (clássico entre Alabama Crimson e Auburn Tigers).
O jogo teve transmissão na ESPN e na SEC Network, que por sua vez convidou Paul Finebaum para exibir uma edição especial do Finebaum Film Room, no qual o apresentador e outros comentaristas analisavam os lances da partida.

### CFP 2015
Na final do College Football Playoff de 2015 a ESPN exibiu mais uma de suas megacasts.
- ESPN: Transmissão clássica da partida.
- ESPN2: Transmissão da Film Room, onde convidados e comentaristas assistiam a partida e comentavam/analisavam lance a lance o jogo.
- ESPN Classic: Retransmissão da ESPN, porém sem o áudio dos comentaristas, somente com o som da torcida.
- ESPN Goal Line: Transmissão do Command Center, um mosaico que mostrava múltiplas câmeras focadas em jogadores e técnicos e uma tela com estatísticas completas da partida.
- ESPNews: Transmissão do feed especial Off The Ball, que consistia em análises de comentaristas focadas em jogadores que não estavam participando da jogada no momento.
- ESPNU: Transmissão do feed especial Voices, que contava com a participação de comentaristas e convidados em um debate sobre a partida enquanto o jogo era transmitido em uma tela atrás do elenco.
- ESPN Deportes: Transmissão clássica do jogo em espanhol.
- WatchESPN: Transmissão de feeds alternativos, incluindo a Spidercam (câmera do cabo de aço), câmeras focadas nas seções dos estudantes (setores da torcida) e as rádios oficiais dos times do confronto.[7]

### CFP 2016
Em 2016, a ESPN voltou a montar uma cobertura de guerra para a exibição dos playoffs do futebol americano universitário. Não só a final como as "semifinais" (Orange e Cotton Bowls) do torneio foram transmitidas. A ESPN2 retransmitiu a ESPN Deportes durante os bowls, enquanto os feeds das rádios oficiais das equipes foram disponibilizados no WatchESPN. Por conta da participação de Alabama no Cotton Bowl, a SEC Network também exibiu a Finebaum Film Room durante a partida.
Para a final, a transmissão foi similar a do ano anterior:
- ESPN: Transmissão clássica da partida.
- ESPN2: Transmissão da Film Room, onde convidados e comentaristas assistiam a partida e comentavam/analisavam lance a lance o jogo.
- ESPN Deportes: Transmissão clássica do jogo em espanhol.
- ESPN Classic: Retransmissão da ESPN, porém sem o áudio dos comentaristas, somente com o som da torcida.
- ESPN Goal Line: Transmissão do Command Center, um mosaico que mostrava múltiplas câmeras focadas em jogadores e técnicos e uma tela com estatísticas completas da partida.
- ESPNews: Transmissão do feed especial Voices, que contava com a participação de comentaristas e convidados em um debate sobre a partida enquanto o jogo era transmitido em uma tela atrás do elenco.
- ESPNU: Transmissão do feed especial Homer Telecast, onde Joe Tessitore comandava um debate jogada-por-jogada entre o ex-aluno de Clemson Tajh Boyd e o ex-aluno de Alabama Barrett Jones.
- SEC Network: Transmissão do Finebaum Film Room, onde Paul Finebaum junto com Booger McFarland e convidados analisavam a partida da perspectiva do time da SEC (Alabama) e atendiam ligações de fãs.
- WatchESPN: O app disponibilizava feeds alternativos como  a Spidercam (câmera do cabo de aço), Pylon Cam (câmeras instaladas nas Pylons localizadas nas endzones), transmissões das rádios oficiais das equipes, o Data Center (mosaico dividido entre a tela do jogo em uma posição central e estatísticas completas de ambas as equipes aos lados) e as câmeras focadas nas seções dos estudantes (setores da torcida). A Mock Replay Booth também foi uma novidade da cobertura de 2016. Nela, os ex-árbitros Ralph Pickett e Ben Oldham revisavam e explicavam todas as decisões tomadas pela equipe de arbitragem no campo.[9][10]

A megacast foi parcialmente transmitida pela TSN, do Canadá.

### CFP 2017
Para o College Football Playoff de 2017, a ESPN transmitiu em forma de megacast o Peach e o Fiesta Bowl, além da final. As duas semifinais tiveram sua transmissão clássica na ESPN, enquanto na ESPN2 o Command Center foi exibido. O WatchESPN também disponibilizou feeds alternativos como a SkyCam (câmera no cabo de aço), Data Center (mosaico dividido entre a tela do jogo em uma posição central e estatísticas completas de ambas as equipes aos lados) e a transmissão das rádios oficiais das equipes participantes. Devido a participação de um time da SEC (Alabama) no Peach Bowl, a SEC Network também exibiu o Finebaum Film Room, onde Paul Finebaum junto com Booger McFarland e convidados analisavam a partida da perspectiva do time de Alabama e atendiam ligações de fãs.
Para a final, a transmissão foi similar a dos anos anteriores:
- ESPN: Transmissão clássica do jogo.
- ESPN Deportes: Transmissão clássica do jogo em espanhol.
- ESPN2: Transmissão do feed especial Homer Telecast, onde Joe Tessitore comandava um debate jogada-por-jogada entre o ex-aluno de Clemson Tajh Boyd e o ex-aluno de Alabama Barrett Jones. Como os dois times chegaram a final pelo segundo ano seguido, o formato não mudou.
- ESPNU: Transmissão do feed especial Voices, que contava com a participação de comentaristas e convidados em um debate sobre a partida enquanto o jogo era transmitido em uma tela atrás do elenco.
- SEC Network: Transmissão do Finebaum Film Room, onde Paul Finebaum junto com Booger McFarland e convidados analisavam a partida da perspectiva do time da SEC (Alabama) e atendiam ligações de fãs.
- ESPNews: Transmissão do feed especial Coaches Film Room, onde os técnicos do college football Dino Barbers, Steve Addazio, Kalani Sitake e Matt Rhule (atualmente na NFL) analisavam os lances e discutiam sobre a partida.
- ESPN Goal Line: Transmissão do Command Center, um mosaico que mostrava múltiplas câmeras focadas em jogadores e técnicos e uma tela com estatísticas completas da partida.
- WatchESPN: O app disponibilizou a 'Pylon Cam (câmeras instaladas nas Pylons localizadas nas endzones), transmissões das rádios oficiais das equipes, o Data Center (mosaico dividido entre a tela do jogo em uma posição central e estatísticas completas de ambas as equipes aos lados), câmeras focadas nas seções dos estudantes (setores da torcida), a SkyCam (câmera no cabo de aço) e a Mock Replay Booth (análise da arbitragem feita por ex-árbitros).[12]

Pelo segundo ano seguido, alguns feeds da megacast foram disponibilizados no Canadá, pela TSN.

### Ohio State vs. Indiana, Temporada Regular de 2017
No dia 15 de Agosto de 2017, a ESPN anunciou que iria transmitir em megacast a abertura da temporada de 2017 do futebol americano universitário. O jogo escolhido foi Ohio State e Indiana.
A ESPN transmitiu o jogo da maneira clássica. A ESPN Deportes fez o mesmo, porém com a narração em espanhol. A ESPNews exibiu a Coaches Film Room, a ESPNU exibiu a Homer Telecast e a ESPN Goal Line transmitiu o Command Center.
O jogo também foi exibido no ESPN App, incluindo um feed especial em que o telespectador poderia escolher uma de 22 câmeras no estádio para assistir a partida.

### CFP 2018 e Bowls de Ano Novo
Pela primeira vez em sua história, a ESPN decidiu transmitir todos os bowls do NY6 (New Year's Six) em formato de megacast.
• Cotton Bowl Classic
Transmitido de maneira clássica na ESPN e ESPN Deportes (em espanhol). O ESPN App disponibilizou também o All-22 (feed especial em que o telespectador poderia escolher uma de 22 câmeras no estádio para assistir a partida), Command Center e SkyCam.
• Outback Bowl
Transmitido de maneira clássica na ESPN2 (a ESPN exibia no mesmo momento o Peach Bowl). O ESPN App também disponibilizava a SkyCam.
• Rose Bowl Game e Sugar Bowl
Ambos transmitidos de maneira clássica pela ESPN e ESPN Deportes (em espanhol). A ESPNews transmitiu a Coaches Film Room, a ESPN2 o Command Center, a SEC Network a Finebaum Film Room, o ESPN Goal Line o Data Center e o ESPN App feeds alternativos.
A cobertura da final foi feita da seguinte maneira:
- ESPN: Transmissão clássica do jogo.
- ESPN Deportes: Transmissão clássica do jogo em espanhol.
- ESPN2: Transmissão do feed especial Homer Telecast, onde Joe Tessitore comandava um debate jogada-por-jogada entre o ex-aluno de Georgia Aaron Murray (também ex-NFL) e o ex-aluno de Alabama Landon Collins (também ex-Giants na NFL).[16]
- SEC Network: Transmissão do Finebaum Film Room, onde Paul Finebaum junto com Booger McFarland e convidados analisavam a partida e atendiam ligações de fãs.
- ESPNews: Transmissão da Coaches Film Room, onde técnicos de futebol americano universitário analisam a partida e os lances de maneira muito mais paciente e precisa.
- ESPN Goal Line: Transmissão do Data Center, um mosaico dividido entre a tela do jogo em uma posição central e estatísticas completas de ambas as equipes aos lados.
- ESPN App: Feeds alternativos inclunindo o All-22.

### Virginia Tech vs. Florida State, Temporada Regular 2018
Para comemorar o Labor Day, a ESPN decidiu transmitir o confronto entre Florida State e Virginia Tech em formato de megacast.
- ESPN: Transmissão clássica do jogo.
- ESPN Deportes: Transmissão clássica do jogo em espanhol.
- ESPNews: Transmissão da Coaches Film Room, onde técnicos de futebol americano universitário analisam a partida e os lances de maneira muito mais paciente e precisa.
- ESPNU: Transmissão do Command Center, um mosaico que mostrava múltiplas câmeras focadas em jogadores e técnicos e uma tela com estatísticas completas da partida.
- ESPN3: SkyCam, câmera de aço e Data Center, um mosaico dividido entre a tela do jogo em uma posição central e estatísticas completas de ambas as equipes aos lados.
- ESPN App: O ESPN App tinha feeds alternativos e planejava também ter uma transmissão especial chamada de BlimpCast, que transmitiria o jogo completo na câmera colocada em um Dirigível da Goodyear. A transmissão foi cancelada devido ao mau tempo.

### CFP 2019
Em 2019, a ESPN decidiu recriar o ESPN Megacast.
- ESPN: Transmissão clássica da partida.
- ESPN Deportes: Transmissão clássica da partida em espanhol.
- ESPN2: Transmissão de estreia do Field Pass, feed em que os repórteres Adam Amin e Steve Levy levavam o telespectador para as sidelines e convidavam personalidades presentes no estádio para a exibição.
- ESPNews: Transmissão da Film Room, porém repaginada. Os analistas eram os mesmos das transmissões de segunda-feira da NFL (Monday Night Football).
- SEC Network: Transmissão de uma edição especial do Thinking Out Loud, programa do canal. Os apresentadores assistiam e comentavam a partida.
- ESPN Classic: Retransmissão do feed da ESPN, porém sem a narração e apenas com o áudio da torcida.
- ESPNU: Transmissão do Command Center, um mosaico que mostrava múltiplas câmeras focadas em jogadores e técnicos e uma tela com estatísticas completas da partida.
- ESPN3: Transmissão simultânea das rádios oficiais das equipes, SkyCam, All-22 e finalmente a BlimpCam (localizada no Dirigível da Goodyear).[17]

### CFP 2020
Em 2020, a ESPN voltou a apresentar novidades para a megacast da final do futebol americano universitário.
- ESPN: Transmissão clássica da partida.
- ESPN Deportes: Transmissão clássica da partida em espanhol.
- ESPN2: Transmissão de estreia da Refcast, o programa Mock Replay Booth reformulado. Consistiu em análises da equipe de arbitragem feitas por ex-árbitros.
- SEC Network: Transmissão da rádio oficial de LSU.
- ACC Network: Transmissão da rádio oficial de Clemson.
- ESPNews: Transmissão do Command Center, um mosaico que mostrava múltiplas câmeras focadas em jogadores e técnicos e uma tela com estatísticas completas da partida.
- ESPNU: Transmissão da Coaches Film Room, onde técnicos de futebol americano universitário analisam a partida e os lances de maneira muito mais paciente e precisa.
- ESPN3 e ESPN App: Transmissões do Field Pass, Sounds of the Game (jogo com áudio somente da torcida), All-22, Data Center e SkyCam.[18]

### CFP 2021
Em 2021, a ESPN voltou a transmitir megacasts nas semifinais do College Football Playoff. Tanto o Rose Bowl quanto o Sugar Bowl tiveram a seguinte transmissão:
- ESPN: Transmissão clássica da partida.
- ESPN Deportes: Transmissão clássica da partida em espanhol.
- ESPN2: Transmissão do Command Center, um mosaico que mostrava múltiplas câmeras focadas em jogadores e técnicos e uma tela com estatísticas completas da partida.
- ESPNews: Transmissão de Data Center, um mosaico dividido entre a tela do jogo em uma posição central e estatísticas completas de ambas as equipes aos lados.
- ESPNU: Transmissão da SkyCam, com a câmera fixa somente no ângulo da câmera do cabo de aço.
- ACC Network: Transmissão simultânea das rádios de Notre Dame e Clemson.
- SEC Network: Transmissão simultânea da rádio de Alabama.
- ESPN3 e ESPN App: Transmissão da All-22 e da rádio oficial de Ohio State.[19]

Já a final foi transmitida da seguinte maneira:
- ESPN: Transmissão clássica da partida.
- ESPN Deportes: Transmissão clássica da partida em espanhol.
- ESPN2: Transmissão de estreia do CFP Live, um programa especial em que as personalidades do NFL Live (programa da ESPN) discutiam sobre a partida e seus lances.
- ESPNews: Transmissão da Film Room, onde convidados e comentaristas assistiam a partida e comentavam/analisavam lance a lance o jogo.
- ESPNU: Transmissão da SkyCam, com a câmera fixa somente no ângulo da câmera do cabo de aço.
- TVs Samsung 4K com ESPN App: Transmissão da Samsung QLED 4K SkyCam, exclusiva para televisores 4K da empresa de eletrônicos.
- SEC Network: Transmissão da rádio oficial da equipe de Alabama.
- ESPN3 e ESPN App: Transmissão da rádio oficial da equipe de Ohio State, transmissão do Command Center, transmissão do Data Center, transmissão da Refcast, transmissão da All-22 e transmissão da High SkyCam (a skycam convencional, porém um pouco mais acima).[20][21]

## Megacasts da NFL

### Drafts da NFL (2018-presente)
Como resposta a rival FOX (que em 2018 transmitiu o Draft da NFL em TV aberta por conta de uma parceria com a NFL Network), a ESPN anunciou que também faria a cobertura do evento e em formato de megacast.
No Draft de 2018, a megacast foi exibida da seguinte maneira:
- ESPN: Transmissão convencional.
- ESPN Deportes: Transmissão convencional, em espanhol.
- ESPN2: Transmissão de uma edição especial do programa College GameDay. (Apenas na primeira noite)
- ABC: Transmissão simultânea com a ESPN do último dia do Draft.

Já em 2019, algumas mudanças foram feitas:
- ESPN: Transmissão convencional.
- ESPN Deportes: Transmissão convencional, em espanhol.
- ABC: Transmissão de edições especiais do programa College GameDay. O foco não era necessariamente em análises profundas, e sim mais no entretenimento. (Apenas na primeira e segunda noite)

Em 2020, por conta da Pandemia de COVID-19, as transmissões da ESPN e da NFL Network foram unificadas e não foi feita em formato de megacast.
No Draft de 2021, a megacast voltou a ser parcialmente exibida:
- ESPN: Transmissão convencional.
- ESPN Deportes: Transmissão convencional, em espanhol.
- ABC: Transmissão de todos os dias do Draft, porém com seu próprio elenco e focada principalmente na história dos jogadores.

### Pro Bowl (2018-presente)
Desde 2015, a ESPN transmite exclusivamente o Pro Bowl. Em 2018, foi anunciado que a partir daquele ano a ABC retransmitiria o sinal da ESPN na TV aberta para a transmissão da partida.
No ano de 2019, o Disney XD também transmitiu a partida, porém apenas repetindo o sinal da ESPN. No Pro Bowl de 2020 o formato foi inicialmente mantido.
Durante o Pro Bowl de 2020, a notícia da morte do jogador de basquete Kobe Bryant interrompeu a exibição da partida tanto na ABC quanto na ESPN. O Disney XD não chegou a exibir o boletim de notícias da ABC News, cortando diretamente para o intervalo. A transmissão foi parcialmente resumida na ABC e na ESPN, eventualmente dando espaço a equipe de notícias da ABC News. Já o Disney XD não completou sua exibição por conta dos fatos.
No Pro Bowl de 2021, ABC, ESPN e Disney XD exibiram uma homenagem aos melhores jogadores da temporada, tendo em vista que o jogo foi cancelado por conta da Pandemia de COVID-19.
Ao contrário das megacasts de futebol americano universitário, por exemplo, a transmissão do Pro Bowl é exibida em três canais, porém todos possuem o mesmo sinal.

### Saints @ Raiders, Temporada Regular de 2020
Para celebrar o primeiro jogo de temporada regular a ter transmissão na ABC desde 2005, a ESPN decidiu fazer uma megacast. A mesma foi reduzida, por conta da Pandemia de COVID-19.
- ESPN: Transmissão clássica da partida.
- ABC: Retransmissão do sinal da ESPN.
- ESPN Deportes: Transmissão clássica da partida em espanhol.
- ESPN2: Transmissão de uma watch party virtual entre Rece Davis (diretamente dos estúdios da ESPN) e Kirk Herbstreit (de casa). Convidados como Peyton Manning e Charles Barkley também participaram da exibição.

### Playoffs da NFL (2016-presente)
Desde 2015, a ESPN possui os direitos de um jogo do Wild Card da National Football League. A partir de sua realização em 2016, o jogo também é exibido ao vivo na TV aberta pela sua emissora "mãe", ABC. Na mesma temporada, foi anunciado que a emissora esportiva estava planejando a criação de megacasts que envolveriam a ESPN, ESPN2, ESPN Deportes, ABC e Freeform.
O plano foi realizado com sucesso na exibição da partida entre Baltimore Ravens e Tennessee Titans em 2021.
- ESPN: Transmissão clássica da partida.
- ABC: Retransmissão do sinal da ESPN.
- ESPN Deportes: Transmissão clássica da partida em espanhol.
- ESPN2: Transmissão da Film Room, similar a das megacasts de futebol americano universitário, onde comentaristas e convidados analisam lance a lance o jogo ao vivo.
- Freeform: Transmissão da Watch Party, focada mais na parte do entretenimento, não deixando de exibir a partida. Jesse Palmer e Maria Taylor comandaram a atração diretamente de Miami. Entre os convidados estavam DJ Khaled (que realizou um "show do intervalo" e Annie Agar.
- ESPN+: Transmissão do Between The Lines, onde o elenco do programa Daily Wager, exclusivo do serviço de streaming, analisava o mercado de apostas em tempo real, fornecendo dicas de apostas ao telespectador.

### Monday Night Football comPeytoneEli(2021-presente)
No dia 19 de Julho de 2021, a ESPN anunciou uma parceria de três anos com o quarterback membro do hall da fama da NFL, Peyton Manning. O objetivo era criar um novo formato de megacast para as transmissões do Monday Night Football na ESPN, jogo que possui transmissão exclusiva do canal e é exibido nas noites de Segunda-feira da temporada regular da NFL.
Algumas semanas depois foi anunciado que a partir da temporada de 2021, o ManningCast seria exibido em 10 das 17 semanas do MNF. Eli Manning, irmão de Peyton, será convidado fixo nas transmissões. Cada partida terá também a presença de um jogador atual da National Football League na exibição.
A tela da ESPN2 fica dividida entre o jogo (do lado direito e em maior tamanho) e as câmeras de Peyton, ELi e convidados do lado esquerdo, em formato de webcam. A transmissão é feita de maneira remota.
Em jogos que a ManningCast for exibida, a transmissão ocorre na ESPN2, enquanto o jogo em transmissão original é exibido na ESPN e eventualmente na ABC. Há também a adição do Between The Lines na ESPN+, onde o elenco do programa Daily Wager, exclusivo do serviço de streaming, analisava o mercado de apostas em tempo real, fornecendo dicas de apostas ao telespectador.
Os jogos que tiveram a exibição do ManningCast na ESPN2 foram:
- Ravens @ Raiders
- Lions @ Packers
- (A Definir)

## Megacasts do ESPN FC

### Copa Do Rei da Espanha de 2017
O WatchESPN exibiu cinco megacasts da Copa del Rey de 2016–17. Todas foram feitas nas semifinais e na final. A responsável pela exibição foi a divisão de futebol da ESPN na Inglaterra, a ESPN FC.

## Megacasts da MLB
Em uma parceria com a Amazon Web Services e posteriormente o Google Cloud, a ESPN começou a exibir eventos especiais da Major League Baseball em formato de megacast.
Transmissões selecionadas do Sunday Night Baseball, Home Run Derby e Wild Card Game são exibidas na ESPN e em formato de StatCast na ESPN2.

## Megacasts de Beisebol

### Women's CWS 2021
Na Women's College World Series de 2021, a ESPN produziu uma "mini" megacast com o elenco do programa 7Innings Live.
Durante o torneio, as exibições foram transmitidas pela ESPNU e tinham como tema o Mundo Mágico da Disney.

### Little League Kids Cast
A ESPN produziu uma "mini" megacast para a Little League World Series de 2019. Enquanto o jogo com transmissão clássica era exibido na ESPN e na ABC, na ESPN2, o jogo era transmitido por crianças que atuam no Bruce Beck Sports Broadcasting Camp.
Em 2021 a transmissão foi repetida, porém desta vez para a exibição do MLB Little League Classic.